# Ciclismo nos Jogos Pan-Americanos de 2015 - Perseguição por equipes feminino
A competição de perseguição por equipes masculino foi um dos eventos do ciclismo nos Jogos Pan-Americanos de 2015 em Toronto. Foi disputada no Velódromo Cisco Pan e Parapan-Americano de Milton, em Milton entre os dias 16 e 17 de julho.

## Calendário
Horário local (UTC-4).
| Data        | Horário | Fase          |
| ----------- | ------- | ------------- |
| 16 de julho | 11:05   | Qualificação  |
| 16 de julho | 18:13   | Primeira fase |
| 17 de julho | 18:19   | Final         |

## Medalhistas
| Ouro   | CAN Allison Beveridge Laura Brown Jasmin Glaesser Kirsti Lay             |
| Prata  | USA Jennifer Valente Sarah Hammer Kelly Catlin Lauren Tamayo Ruth Winder |
| Bronze | MEX Sofía Arreola Ingrid Drexel Mayra Del Rocio Rocha Lizbeth Salazar    |

## Recordes
Recordes mundial e pan-americano antes da disputa dos Jogos Pan-Americanos de 2015.
| Tipo                             | Atleta    | Tempo    | Local         | Data                    |
| -------------------------------- | --------- | -------- | ------------- | ----------------------- |
|                                  | Austrália | 4:13.683 | Saint-Quentin | 19 de fevereiro de 2015 |
| Recorde dos Jogos Pan-Americanos | Venezuela | 3:21.335 | Guadalajara   | 18 de outubro de 2011   |

## Resultados

### Qualificação
```
[
1
]
```

| Colocação | Nacionalidade      | Ciclista                                                                      | Tempo    | Notas |
| --------- | ------------------ | ----------------------------------------------------------------------------- | -------- | ----- |
| 1         | CAN Canadá         | Allison Beveridge Laura Brown Jasmin Glaesser Kirsti Lay                      | 4:24.368 | Q     |
| 2         | USA Estados Unidos | Jennifer Valente Ruth Winder Sarah Hammer Kelly Catlin                        | 4:25.051 | Q     |
| 3         | MEX México         | Sofía Arreola Ingrid Drexel Mayra Del Rocio Rocha Lizbeth Salazar             | 4:37.075 | Q     |
| 4         | CUB Cuba           | Yoanka González Yumari González Arlenis Sierra Yeima Torres                   | 4:40.019 | Q     |
| 5         | VEN Venezuela      | Jennifer Cesar Zuralmy Rivas Leidimar Suarez Medina Gleydimar Tapia           | 4:44.176 | Q     |
| 6         | CHI Chile          | Denísse Ahumada Daniela Guajardo Valentina Monsalve Flor Palma                | 4:46.067 | Q     |
| 7         | COL Colômbia       | María Luisa Calle Yeny Colmenares Jannie Salcedo Camila Andrea Valbuena Roa   | 4:49.287 | Q     |
| 8         | GUA Guatemala      | Nicolle Bruderer Emelyn Galicia Ramirez Cynthia Lee Lopez Jasmin Soto Lopez   | 4:57.091 | Q     |
| 9         | CRC Costa Rica     | Edith Guillén Paula Herrera Hernandez Marcela Rubiano Maria Vargas Barrientos | 5:07.156 |       |

### Primeira fase
| Colocação | Bateria | Nacionalidade      | Ciclista                                                                            | Tempo    | Notas |
| --------- | ------- | ------------------ | ----------------------------------------------------------------------------------- | -------- | ----- |
| 1         | 3       | USA Estados Unidos | Jennifer Valente Sarah Hammer Kelly Catlin Lauren Tamayo                            |          | Q     |
| 2         | 4       | CAN Canadá         | Allison Beveridge Laura Brown Jasmin Glaesser Kirsti Lay                            |          | Q     |
| 3         | 3       | MEX México         | Sofía Arreola Ingrid Drexel Mayra Del Rocio Rocha Lizbeth Salazar                   | 4:36.183 |       |
| 4         | 1       | COL Colômbia       | María Luisa Calle Yeny Colmenares Jannie Salcedo Camila Andrea Valbuena Roa         | 4:38.332 |       |
| 5         | 4       | CUB Cuba           | Yoanka González Yumari González Arlenis Sierra Yeima Torres                         | 4:40.356 |       |
| 6         | 2       | VEN Venezuela      | Jennifer Cesar Zuralmy Rivas Leidimar Suarez Medina Gleydimar Tapia                 | 4:42.692 |       |
| 7         | 1       | CHI Chile          | Denísse Ahumada Daniela Guajardo Valentina Monsalve Flor Palma                      | 4:42.817 |       |
| 8         | 2       | GUA Guatemala      | Emelyn Galicia Ramirez Cynthia Lee Lopez Jasmin Soto Lopez Joanne Rodriguez Haconen | 5:04.573 |       |

### Final
| Colocação         | Bateria                | Nacionalidade           | Ciclista                                                                    | Tempo    | Notas                            |
| ----------------- | ---------------------- | ----------------------- | --------------------------------------------------------------------------- | -------- | -------------------------------- |
| Medalha de ouro   | Disputa pelo ouro      | CAN Canadá              | Allison Beveridge Laura Brown Jasmin Glaesser Kirsti Lay                    | 4:19.664 | Recorde dos Jogos Pan-Americanos |
| Medalha de prata  | Disputa pelo ouro      | USA Estados Unidos      | Jennifer Valente Sarah Hammer Kelly Catlin Lauren Tamayo                    | 4:26.426 |                                  |
| Medalha de bronze | Disputa pelo bronze    | MEX México              | Sofía Arreola Ingrid Drexel Mayra Del Rocio Rocha Lizbeth Salazar           |          |                                  |
| 4                 | Disputa pelo bronze    | COL Colômbia            | María Luisa Calle Yeny Colmenares Jannie Salcedo Camila Andrea Valbuena Roa | OVL      |                                  |
| 5                 | Disputa pelo 5–6 lugar | Predefinição:FlagvODEPA | Jennifer Cesar Zuralmy Rivas Leidimar Suarez Medina Gleydimar Tapia         | 4:41.652 |                                  |
| 6                 | Disputa pelo 5–6 lugar | CUB Cuba                | Yoanka González Yumari González Arlenis Sierra Yeima Torres                 | 4:42.971 |                                  |
| 7                 | Disputa pelo 7–8 lugar | CHI Chile               | Denísse Ahumada Daniela Guajardo Valentina Monsalve Flor Palma              |          |                                  |
| 8                 | Disputa pelo 7–8 lugar | GUA Guatemala           | Emelyn Galicia Ramirez Cynthia Lee Lopez Jasmin Soto Lopez Nicolle Bruderer | OVL      |                                  |

Legenda
| Recorde mundial                  | Recorde mundial (World record)               |                       | Recorde africano                      | Recorde africano (African) |                                           | Q | Classificado por posição (Qualified) |
| Recorde dos Jogos Pan-Americanos | Recorde pan-americano (Pan-American record)  | Recorde da América    | Recorde da América (Americas)         | q                          | Classificado por melhor tempo (Qualified) |   |                                      |
| Melhor marca do ano              | Melhor marca do ano (World leading)          | Recorde asiático      | Recorde asiático (Asian)              | DNS                        | Não largou (Did not start)                |   |                                      |
| Recorde nacional                 | Recorde nacional (National record)           | Recorde europeu       | Recorde europeu (European)            | DNF                        | Não terminou (Did not finish)             |   |                                      |
| Recorde pessoal                  | Recorde pessoal do atleta (Personal best)    | Recorde da Oceania    | Recorde da Oceania (Oceania)          | DSQ / DQ                   | Desclassificado (Disqualified)            |   |                                      |
| Recorde da temporada             | Recorde da temporada do atleta (Season best) | Recorde sul-americano | Recorde sul-americano (South America) | NM                         | Sem marca (No mark)                       |   |                                      |